# カプセル兵団
カプセル兵団（カプセルへいだん）は日本の劇団。2000年、惑星ピスタチオに所属していた吉久直志によって、結成。同年、『スペース一休』公演で旗揚げ。

## 概要
吉久直志がかつて所属していた惑星ピスタチオと同様、小道具などを一切使わず、パントマイムと膨大な説明科白を駆使して場面描写や登場人物の心情を表現する「パワーマイム」と呼ばれる手法、そして一人多人数役を次々に切り替えながら多くの役をこなす「スイッチプレイ」等、独特の演出法が特徴である。

## 公演作品
- 「スペース一休」2000年9月21日～24日[早 1] 中野ウエストエンドスタジオ
- 「爆走！炎の郵便屋」2001年4月12日〜15日[早 2] アイピット目白
- 「逆境ナイン！」2001年8月22日～26日[早 3] 中野ウエストエンドスタジオ
- 「SAVIOUR BLUE-セイバー・ブルー-」2002年4月25日～29日[早 4] 中野ウエストエンドスタジオ
- 「ALCHEMIST-アルケミスト-」2002年8月21日～25日[早 5] アドリブ小劇場
- 炎の60分シリーズ♯1「燃えよ！映画魂」2002年9月10日～16日
- 「臥龍頂上伝」2002年12月21日～23日
- 「ダストシューター」2003年5月3日～5日[早 6] 萬スタジオ
- 炎の60分シリーズ♯2「燃えよ映画魂！（再演）/燃えてヒーローショー！」2003年8月20日～24日[早 7] 萬スタジオ
- 「D・N・A² 〜何処かで失くしたあいつのアイツ〜」2004年1月28日～2月1日
- 「フルメタルウインド」2004年8月
- 「臥龍頂上伝-DRAGON ROAD」（再演）2005年2月
- 「鬼泪KIRUI」2005年6月29日～7月3日
- 炎の60分シリーズ♯3「炎の戦士バーニンガイ/魔法プリンセスプリティーモモ」2005年10月12日～16日[早 8] 池袋シアターグリーン
- 「ALCHEMIST-アルケミスト-」（再演）2006年4月26日～30日[早 9] 萬スタジオ
- 「幽幻夢想～臥龍頂上伝2～」2006年9月27日～10月1日
- 炎の60分シリーズ♯4「燃えよ映画魂！/燃えてヒーローショー！」（再演）2007年2月7日～12日[早 10] 笹塚ファクトリー
- 「ZEIRAM THE LIVE-ゼイラム　ザ　ライブ-」2007年7月11日～15日[早 11] 笹塚ファクトリー
- 「GHOST SEED-ゴーストシードー-」2007年11月21日～25日
- 「リバイバルメモリー」2008年4月23日～27日[早 12] 笹塚ファクトリー
- 「タオの月」2008年7月23日～27日[早 13] 笹塚ファクトリー
- 「臥龍頂上伝-DRAGON ROAD」（再演）2008年12月12日～16日
- 「幽幻夢想～臥龍頂上伝2～」（再演）2008年12月13日～17日
- 「双龍無影伝～臥龍頂上伝3～」2008年12月26日～30日
- 「ココロコロガシ」2009年6月10日～14日[早 14] ラゾーナ川崎プラザソル
- 「GHOST SEED-ゴーストシードー-」（再演）2009年11月4日～8日[早 15] ラゾーナ川崎プラザソル
- 「ぼくの携帯は次元転位装置つき」2010年5月28日～30日[早 16] 阿佐ヶ谷アルシェ
- 「SAVIOUR BLUE-セイバー・ブルー-」（再演）2010年12月9日～12日[早 17] 王子小劇場
- 「鬼泪KIRUI」（再演）2011年5月19日～22日[早 18] アイピット目白
- 「超鋼祈願ササヅカイン～暗黒のイノセント～」2011年10月6日～10日
- 「からくりサーカス-からくり編－」2012年2月9日～12日[早 19] 笹塚ファクトリー[注 1]
- 「ゾンビ×幽霊×宇宙人　オール恐怖大行列！！」2012年7月12日～22日
- 「からくりサーカス-サーカス編-」2012年11月15日[2]
- 「DUSTSHOOTERS-ダストシューターズ-」（再演）2013年2月28日～3月3日
- 「超鋼祈願ササヅカイン-新たなる脅威-」2013年7月11日～15日
- 「SPACE一休」（再演）2013年11月20日～24日
- 「ディアボロス」2014年5月29日～6月1日
- 「月光条例-月光編-」2014年11月13日～24日[3]
- 「GHOST SEED～It's Wonderful World」2015年2月26日～3月1日
- 「月光条例-かぐや編-」2015年9月27日～10月4日[4]
- 「超鋼祈願ササヅカイン-戦いの果てに-」2016年2月9日～14日
- 「ココロコロガシ」（再演）2016年6月16日～26日
- 「うしおととら」2022年8月18日〜21日[5][6][7]

## 所属役者
- 吉久直志
- 青木清四郎
- 瀬谷和弘
- 岡田勇輔
- 工藤沙緒梨
- 中山泰香
- 矢澤正英
- 吉本大輔
- 冬岸るい
- 矢島慎之介
- 村田結香
- 塚田沙矢

## 超鋼祈願ササヅカイン[8]
創立10周年を迎えたカプセル兵団と笹塚ファクトリーの共同プロデュースによるご当地ヒーロー。関東地方のローカルヒーロー一覧#東京都 も参考のこと。下記の3作品の題材ともなっている。
- 「超鋼祈願ササヅカイン～暗黒のイノセント～」
- 「超鋼祈願ササヅカイン-新たなる脅威-」
- 「超鋼祈願ササヅカイン-戦いの果てに-」

#### 早稲田大学文化資源データベース内演劇上演記録データベース
1. ↑  “スペース一休”. 演劇上演記録データベース.   早稲田大学文化資源データベース. 2021年9月10日閲覧。
2. ↑  “爆走！！炎の郵便屋”. 演劇上演記録データベース.   早稲田大学文化資源データベース. 2021年9月10日閲覧。
3. ↑  “逆境ナイン”. 演劇上演記録データベース.   早稲田大学文化資源データベース. 2021年9月10日閲覧。
4. ↑  “セイバー・ブルー”. 演劇上演記録データベース.   早稲田大学文化資源データベース. 2021年9月10日閲覧。
5. ↑  “アルケミスト”. 演劇上演記録データベース.   早稲田大学文化資源データベース. 2021年9月10日閲覧。
6. ↑  “ダストシューター”. 演劇上演記録データベース.   早稲田大学文化資源データベース. 2021年9月10日閲覧。
7. ↑  “燃えよ！映画魂／燃えてヒーローショー！”. 演劇上演記録データベース.   早稲田大学文化資源データベース. 2021年9月10日閲覧。
8. ↑  “炎の戦士バーニングガイ／魔法プリンセスプリティーモモ”. 演劇上演記録データベース.   早稲田大学文化資源データベース. 2021年9月10日閲覧。
9. ↑  “アルケミスト”. 演劇上演記録データベース.   早稲田大学文化資源データベース. 2021年9月10日閲覧。
10. ↑  “燃えよ映画魂！／燃えてヒーローショー！”. 演劇上演記録データベース.   早稲田大学文化資源データベース. 2021年9月10日閲覧。
11. ↑  “ゼイラム THE LIVE”. 演劇上演記録データベース.   早稲田大学文化資源データベース. 2021年9月10日閲覧。
12. ↑  “リバイバルメモリー”. 演劇上演記録データベース.   早稲田大学文化資源データベース. 2021年9月10日閲覧。
13. ↑  “タオの月”. 演劇上演記録データベース.   早稲田大学文化資源データベース. 2021年9月10日閲覧。
14. ↑  “ココロコロガシ”. 演劇上演記録データベース.   早稲田大学文化資源データベース. 2021年9月10日閲覧。
15. ↑  “GHOST SEED”. 演劇上演記録データベース.   早稲田大学文化資源データベース. 2021年9月10日閲覧。
16. ↑  “ぼくの携帯は次元転位装置つき”. 演劇上演記録データベース.   早稲田大学文化資源データベース. 2021年9月10日閲覧。
17. ↑  “SAVIOUR BLUE〜機械仕掛けの心をもつ、人ならざる者たち〜”. 演劇上演記録データベース.   早稲田大学文化資源データベース. 2021年9月10日閲覧。
18. ↑  “鬼泪”. 演劇上演記録データベース.   早稲田大学文化資源データベース. 2021年9月10日閲覧。
19. ↑  “からくりサーカス”. 演劇上演記録データベース.   早稲田大学文化資源データベース. 2021年9月10日閲覧。